# Osanica (Žagubica)
Osanica (Servisch: Осаница) is een plaats in de Servische gemeente Žagubica. De plaats telt 1187 inwoners (2002).

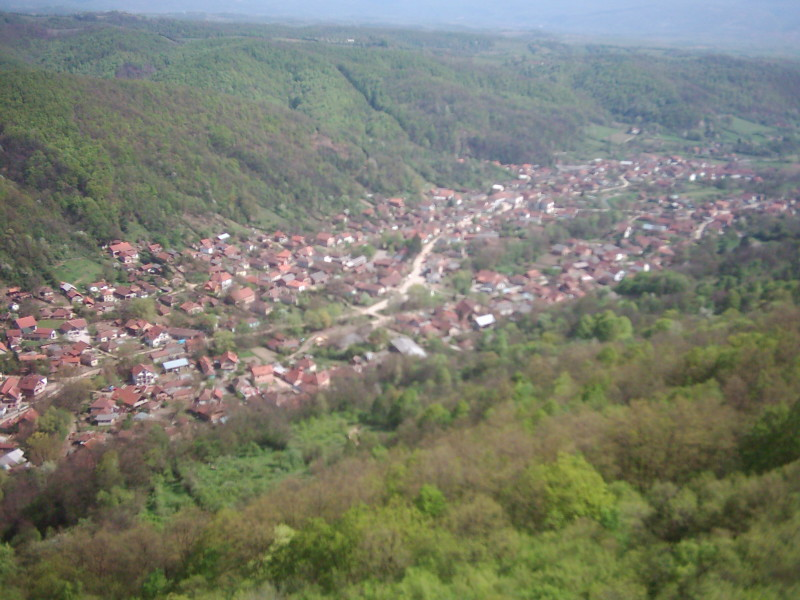
Luchtfoto